# Alcis convariata
Alcis convariata là một loài bướm đêm trong họ Geometridae.